# بوومن (داکوتای شمالی)
بوومن(به انگلیسی: Bowman) شهری در ایالت داکوتای شمالی کشور ایالات متحده آمریکا است که جمعیت آن در سرشماری سال ۲۰۱۰ میلادی، ۱٬۶۵۰ نفر بوده‌است.